# 143-й меридіан східної довготи
143-й меридіан східної довготи — лінія довготи, що лежить на 143 градуси східніше Гринвіцького меридіана. Вона проходить від Північного полюса через Північний Льодовитий океан, Азію, Тихий океан, Австралазію, Індійський океан, Південний океан та Антарктиду до Південного полюса.
143-й меридіан східної довготи формує велике коло разом із 37-мим меридіаном західної довготи.

## Список географічних об'єктів, що перетинає 143° сх. д.
Починаючи на Північному полюсі та рухаючись до Південного полюса, 143-й меридіан східної довготи проходить через:
| Координати                                                   | Країна, територія або море | Примітки |
| ------------------------------------------------------------ | -------------------------- | --- |
| 90°0′ пн. ш. 143°0′ сх. д. / 90.000° пн. ш. 143.000° сх. д.  | Північний Льодовитий океан | |
| 75°49′ пн. ш. 143°0′ сх. д. / 75.817° пн. ш. 143.000° сх. д. | Росія                      | Новосибірські острови — проходить через острів Котельний                                                        |
| 74°53′ пн. ш. 143°0′ сх. д. / 74.883° пн. ш. 143.000° сх. д. | Східносибірське море       | Протока Саннікова                                                                                               |
| 73°42′ пн. ш. 143°0′ сх. д. / 73.700° пн. ш. 143.000° сх. д. | Росія                      | Новосибірські острови — проходить через Великий Ляховський острів                                               |
| 73°12′ пн. ш. 143°0′ сх. д. / 73.200° пн. ш. 143.000° сх. д. | Східносибірське море       | Протока Лаптєва                                                                                                 |
| 72°42′ пн. ш. 143°0′ сх. д. / 72.700° пн. ш. 143.000° сх. д. | Росія                      | |
| 59°19′ пн. ш. 143°0′ сх. д. / 59.317° пн. ш. 143.000° сх. д. | Охотське море              | |
| 53°38′ пн. ш. 143°0′ сх. д. / 53.633° пн. ш. 143.000° сх. д. | Росія                      | Проходить через острів Сахалін                                                                                  |
| 49°9′ пн. ш. 143°0′ сх. д. / 49.150° пн. ш. 143.000° сх. д.  | Охотське море              | |
| 47°16′ пн. ш. 143°0′ сх. д. / 47.267° пн. ш. 143.000° сх. д. | Росія                      | Проходить через острів Сахалін                                                                                  |
| 46°36′ пн. ш. 143°0′ сх. д. / 46.600° пн. ш. 143.000° сх. д. | Охотське море              | |
| 44°33′ пн. ш. 143°0′ сх. д. / 44.550° пн. ш. 143.000° сх. д. | Японія                     | Проходить через острів Хоккайдо                                                                                 |
| 42°5′ пн. ш. 143°0′ сх. д. / 42.083° пн. ш. 143.000° сх. д.  | Тихий океан                | Проходить західніше острова Ауа[en], Папуа Нова Гвінея Проходить східніше острова Вувулу[en], Папуа Нова Гвінея |
| 3°21′ пд. ш. 143°0′ сх. д. / 3.350° пд. ш. 143.000° сх. д.   | Папуа Нова Гвінея          | Проходить через Нову Гвінею                                                                                     |
| 9°7′ пд. ш. 143°0′ сх. д. / 9.117° пд. ш. 143.000° сх. д.    | Коралове море              | Торресова протока — проходить через острови Торресової протоки, Квінсленд, Австралія                            |
| 11°56′ пд. ш. 143°0′ сх. д. / 11.933° пд. ш. 143.000° сх. д. | Австралія                  | Квінсленд Новий Південний Уельс Вікторія                                                                        |
| 38°37′ пд. ш. 143°0′ сх. д. / 38.617° пд. ш. 143.000° сх. д. | Індійський океан           | Австралія визнає цю акваторію частиною Південного океану[1][2]                                                  |
| 60°0′ пд. ш. 143°0′ сх. д. / 60.000° пд. ш. 143.000° сх. д.  | Південний океан            | |
| 66°57′ пд. ш. 143°0′ сх. д. / 66.950° пд. ш. 143.000° сх. д. | Антарктида                 | Проходить через Австралійську антарктичну територію (претендує Австралія)                                       |